# Silene stewartiana
Silene stewartiana är en nejlikväxtart som beskrevs av Friedrich Ludwig Diels. Silene stewartiana ingår i släktet glimmar, och familjen nejlikväxter. Inga underarter finns listade i Catalogue of Life.